# Съхраняване
Съхраняването се свързва със способност в логическото мислене според психолога Жан Пиаже, който развива четири стадия на когнитивно развитие. По време на третия стадий (стадий конкретните операции) детето на възраст между 7 и 11 години притежава тази способност логически да определя, че определено количество ще остане същото въпреки промяната на съда, формата или видимия размер. Последното се отнася до един опит на Пиаже, в който два съда, които събират еднакво количество течност се поставят пред детето един по един. Първия съд е дълъг и тънък, а втория е по-къс, но по-широк. След като му се показват и двата съда, детето се пита кой от двата съдържа повече течност. Ако детето не притежава тази способност все още в повечето случаи отговаря, че е в по-високия съд.
Задачите за съхраняването тестват детската способност да се вижда, че някои свойства са запазени или инвариативни след обекта претърпява физическа трансформация. Съхраняването само по себе си се дефинира като способност да се пази в ум това, което остава същото и това какви промени има в обекта след като се е променил естетически.